# Hamilcoa zenkeri
Hamilcoa zenkeri är en törelväxtart som först beskrevs av Ferdinand Albin Pax, och fick sitt nu gällande namn av David Prain. Hamilcoa zenkeri ingår i släktet Hamilcoa och familjen törelväxter. Inga underarter finns listade i Catalogue of Life.